# Ramón Hicks
Ramón Angel María Hicks Cáceres (Assunção, 30 de maio de 1959) é um ex-futebolista profissional paraguaio, que atuava como atacante.

## Carreira
Ramón Hicks fez parte do elenco da Seleção Paraguaia de Futebol da Copa do Mundo de 1986 